# Агана (Белуно)
Агана (итал. Agana) је насеље у Италији у округу Белуно, региону Венето.
Према процени из 2011. у насељу је живело 122 становника. Насеље се налази на надморској висини од 277 м.